# Vụ ám sát Julius Caesar

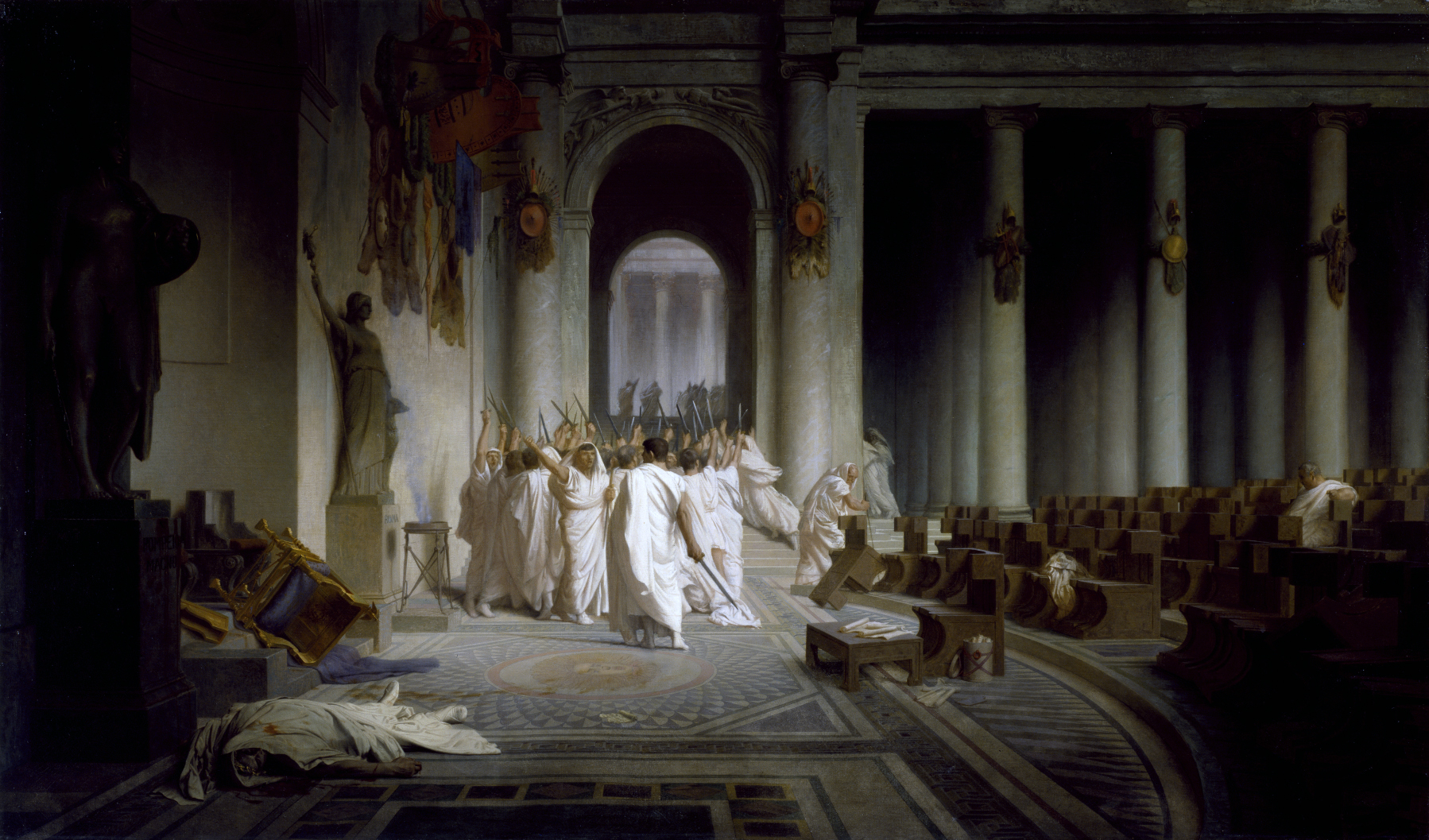
La Mort de César (The Death of Caesa) (kh. 1859–1867) của Jean-Léon Gérôme. Bức tranh nói về kết quả của vụ ám sát, thi thể của Caesar đang nằm một góc ở phía trái bức tranh, trong khi các Nguyên lão đang vui mừng.

Vụ ám sát Julius Caesar là kết quả của một âm mưu của nhiều vị Nguyên lão, những người đã tự gọi mình là Người giải thoát (Liberatores). Chủ mưu của vụ ám sát là Gaius Cassius Longinus và Marcus Junius Brutus, Julius Caesar bị họ đâm chết tại một vị trí liền kề với Nhà hát Pompey vào ngày Ides tháng 3 (tức 15 tháng 3) năm 44 TCN. Caesar là nhà độc tài của Cộng hòa La Mã vào thời điểm đó, và tuyên bố là dictator perpetuo của Viện nguyên lão. Tuyên bố đã khiến nhiều Nguyên lão sợ rằng Caesar có ý muốn lật đổ Viện nguyên lão để ủng hộ chế độ độc tài. Hậu quả của vụ ám sát dẫn đến cuộc nội chiến vào một năm sau đó và, cuối cùng, mở đầu cho thời đại Nguyên thủ của đế chế La Mã.

## Ngày 15 tháng 3
Vào ngày 15 tháng 3 (Ides of March) năm 44 TCN một nhóm các Nguyên lão gọi Caesar đến để đọc đơn thỉnh cầu ông giao trả quyền lực cho Viện Nguyên Lão. Lá đơn này là giả mạo; Mark Antony cảm thấy nghi ngờ một kẻ trong nhóm Liberatores tên là Servilius Casca, và cảm thấy lo lắng tột độ khi nghe tin Caesar đi lại không vệ sĩ như mọi khi, đến gặp một nhóm các nguyên lão; ông vội vàng đi chặn Caesar lại. Nhưng đã quá muộn, khi đi qua Nhà hát Pompey Caesar bị một nhóm các Nguyên lão chặn lại và dẫn ông vào một căn phòng ở cửa Đông.
Khi Caesar đang đọc lá đơn giả mạo, Servilius Casca tiến lại giật áo choàng của Caesar và sượt tay qua cổ ông. Caesar quay lại và nắm lấy cằm của Casca la to bằng tiếng Latin: "Tên khốn Casca, ngươi đang làm gì đó?" Casca hoảng sợ, kêu những Nguyên lão đồng mưu bằng tiếng Hy Lạp: "Anh em làm ơn giúp đỡ!" (αδελφοι βοήθει!, adelphoi boethei!). Ngay lập tức, toàn bộ nhóm nguyên lão, kể cả Brutus, xông lên tấn công Caesar. Brutus được cho là đã bị thương ở tay và ở chân. Caesar tìm cách thoát thân, nhưng mờ mắt vì máu và vì cái áo choàng quá dài Caesar vấp ngã. Rốt cục những kẻ ám sát chỉ giết được ông khi ông ngã xuống và không thể chống cự trên bậc thềm của cánh cổng. Theo Eutropous, có hơn 60 người tham gia vào âm mưu giết ông và Caesar đã bị đâm tổng cộng 23 nhát.
Điều cuối cùng Caesar nói là gì? Điều này còn đang được tranh cãi. Trong tác phẩm Julius Caesar, William Shakespeare viết rằng câu cuối cùng Caesar nói là: Et tu, Brute? ("Kể cả anh sao, Brutus?"). Nhưng đó là sáng tạo của Shakespeare. Nhà sử học La Mã Suetonius ghi lại rằng những lời cuối của Caesar bằng tiếng Hy Lạp là "καί σύ τέκνον"-"Kài sú, Teknon?" ("Cả con nữa à?"). Nhưng hầu hết người La Mã tin rằng ông đã nói câu cuối cùng bằng tiếng Latin:"Tu qouque, Brute, fili mihi?"-"Cả ngươi nữa sao, Brutus, con trai của ta?". Plutarch cho rằng ông không nói gì cả, chỉ kéo áo dài lên đầu khi nhìn thấy Brutus trong đám người ám sát.
Sau cuộc ám sát, các nguyên lão ra khỏi tòa nhà và nói chuyện với nhau một cách đầy kích động. Brutus còn la to: "Nhân dân La Mã, một lần nữa chúng ta lại tự do !".

## Hậu quả
Cái chết của Caesar đã đánh dấu sự sụp đổ của Cộng hòa La Mã - cái mà vì muốn bảo vệ nên những người kia đã giết ông. Caesar đã luôn luôn được dân chúng La Mã thuộc các tầng lớp trung lưu và hạ lưu ngưỡng mộ. Họ đã nổi giận vì một nhóm nhỏ các quý tộc đã giết hại vị chủ soái vô địch của mình. Marcus Antonius đã kêu gọi đám đông báo thù. Antony đã dùng sự thương tiếc của đám đông để đe dọa tấn công trực tiếp vào phe quý tộc, và có lẽ còn muốn đoạt lấy La Mã về mình nữa. Nhưng Caesar đã chọn người thừa kế duy nhất là Octavianus, không chỉ đưa ông ta trở thành một trong những công dân giàu có nhất của La Mã, mà còn để lại cho ông ta cái tên Caesar đầy quyền lực. Không chỉ vậy, Octavianus - người con của Caesar - còn được thừa hưởng lòng trung thành của phần lớn nhân dân La Mã. Khi Caesar chết, Octavianus mới 19 tuổi nhưng đã tỏ ra là người khá nguy hiểm. Trong khi Antonius đấu với Decimus Brutus trong vòng đầu tiên của các cuộc nội chiến mới, thì Octavianus củng cố vị trí của mình.
Để đấu với Brutus và Cassius đang tập trung quân ở Hy Lạp, Antonius cần cả tiền từ các két sắt chiến tranh của Caesar lẫn tính hợp pháp mà cái tên của Caesar có thể mang lại trong các chiến dịch chống lại hai người kia; thế là Chế độ tam hùng mới được thành lập - chế độ thứ hai và cuối cùng - với các thành viên Antonius, Octavianus và vị tướng kỵ binh trung thành của Caesar là Lepidus. Chế độ tam hùng thứ hai đặt Caesar lên vị trí thần thánh: Divus Iulius – và do thấy rằng lòng khoan dung của Caesar đã dẫn đến cái chết của ông, họ đã sử dụng lại hình thức Đặt ra ngoài vòng pháp luật (đã bị bãi bõ từ thời Sulla) để trừng phạt các kẻ thù trên diện rộng, nhằm mục đích tích lũy được nguồn tài chính dành cho cuộc nội chiến thứ hai chống lại Brutus và Cassius. Kết quả là phe Tam hùng đã đánh bại Brutus và Cassius tại Philipi. Sau khi thắng lợi Chế độ tam hùng thứ hai tan rã, một cuộc nội chiến khác bùng lên giữa phe Octavianus và phe Antonius-Cleopatra với thắng lợi thuộc về Octavianus. Sau thắng lợi, Octavianus trở thành hoàng đế đầu tiên của La Mã dưới cái tên Caesar Augustus. Năm 42 TCN, Caesar được thánh hóa với tên Divus Iulius ("Thần thiêng Julius"), còn Augustus thì trở thành Divi filius ("Con của một vị thần").

## Danh sách những người tham gia

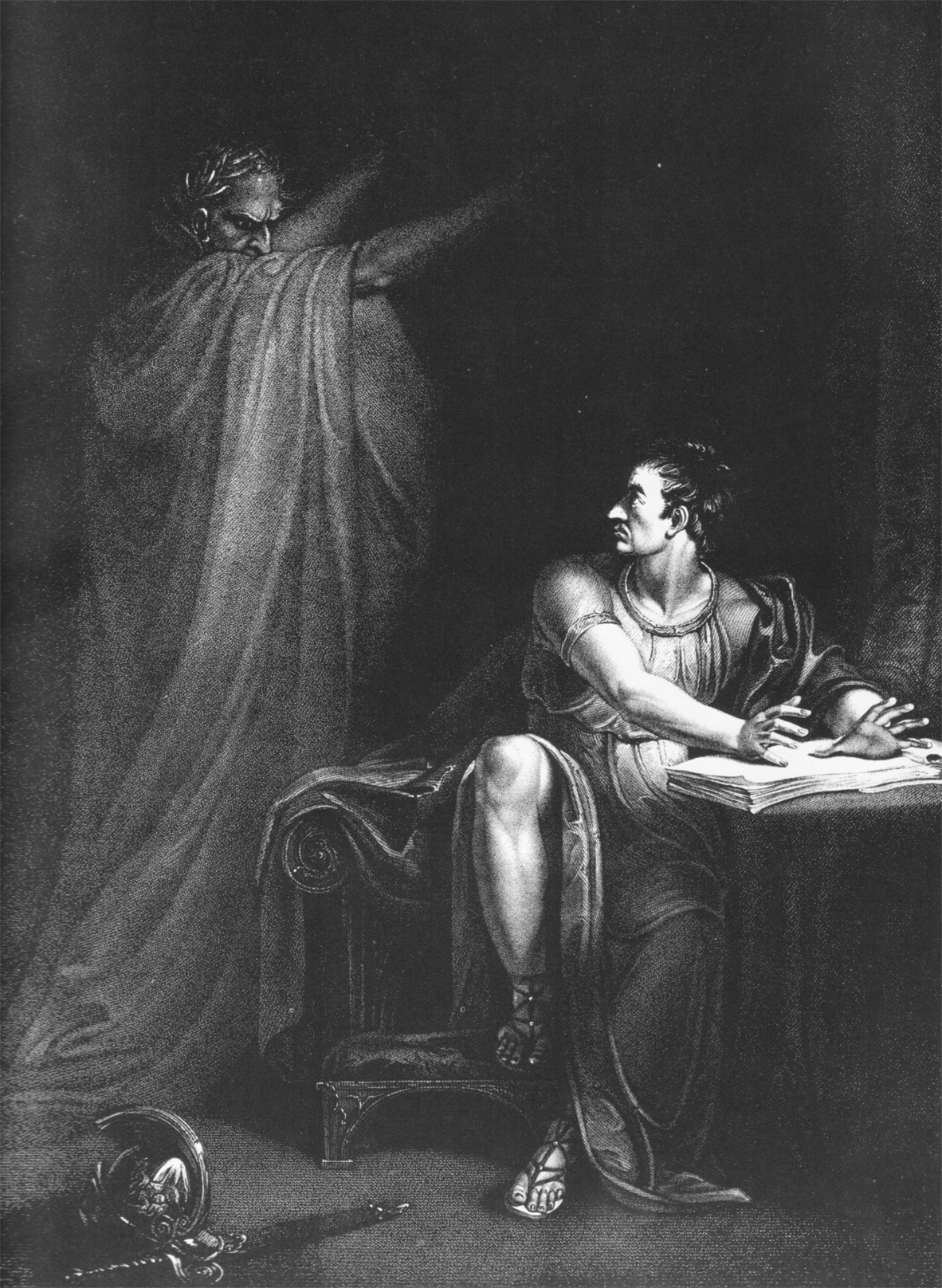
Brutus và oan hồn của Caesar (1802), Hình chạm khắc của Edward Scriven từ một bản vẽ của Richard Westall, minh họa Màn IV, Cảnh III, từ tác phẩm Julius Caesar của Shakespeare

Có hơn 40 người tham gia vào vụ việc này, nhưng tên của một nửa trong số đó đã bị lãng quên theo thời gian và gần như không biết họ đã làm gì: Những người được biết đến là:
- Gaius Cassius Longinus
- Marcus Junius Brutus
- Servius Sulpicius Galba[14]
- Quintus Ligarius[14]
- Lucius Minucius Basilus
- Publius Servilius Casca Longus (em trai của Gaius Servilius Casca)
- Gaius Servilius Casca (em trai của Publius Servilius Casca Longus và một trong những người đâm vào Caesar đầu tiên)
- Decimus Junius Brutus Albinus
- Lucius Tillius Cimber
- Gaius Trebonius[15]
- Lucius Cassius Longinus (em trai của Gaius Cassius Longinus)[16]
- Gaius Cassius Parmensis[17]
- Caecilius (em trai Bucolianus)[14]
- Bucolianus (em trai Caecilius)[18]
- Rubrius Ruga[14]
- Marcus Spurius[14]
- Publius Sextius Naso[14]
- Lucius Pontius Aquila[14]
- Petronius[14]
- Decimus Turullius[19]
- Pacuvius Antistius Labeo